# Kaomtealhucum
Kaomtealhucum är en ort i Mexiko.   Den ligger i kommunen Larráinzar och delstaten Chiapas, i den sydöstra delen av landet, 700 km öster om huvudstaden Mexico City. Kaomtealhucum ligger 2 180 meter över havet och antalet invånare är 184.
Terrängen runt Kaomtealhucum är varierad. Kaomtealhucum ligger uppe på en höjd. Runt Kaomtealhucum är det ganska tätbefolkat, med 166 invånare per kvadratkilometer. Närmaste större samhälle är Bochil, 12,6 km nordväst om Kaomtealhucum. I omgivningarna runt Kaomtealhucum växer i huvudsak städsegrön lövskog.